# AMステレオ対応受信機の歴史
AMステレオ対応受信機の歴史（エーエムステレオたいおうじゅしんきのれきし）ではAMステレオ放送対応受信機のうち、日本で過去に発売されていた機種を掲載する（なお、2013年までに生産中の対応機種は全て無くなった）。

## 松下電器産業（現・パナソニックホールディングス）
1992年8月発売のRF-U09から1994年12月発売のST-GT70まで、計28機種が生産された。WカセットのCDラジカセ&ラジカセはテープ高速ダビング機能付（特記のない機種はオートリバース機構搭載で「1往復で停止」、「停止ボタンを押すまで両面を繰り返し再生、Wカセット機の場合は停止ボタンを押すまで両方のデッキを連続再生」、「オモテ面・ウラ面いずれかの再生のみで自動停止」の3パターンを選択可、ただし録音時は一度録音したオモテ面に誤って上書き録音し前の録音内容が消えるのを防ぐ為「オモテ面・ウラ面いずれかの録音のみで自動停止」と「1往復で停止」の2パターンのみ選択可）。チューナー部はアナログ選局モデルの場合、AMを受信すると左右一対の三角同調LEDインジケーターが緑色に点灯しさらに受信したAM・FM各放送がステレオの場合は（左右一対の緑色三角同調インジケーター部に挟まれた）中央部の赤色LEDインジケーターも同時に追加点灯する（ただし緑色の三角インジケーターはAM受信時にのみ機能し、FM受信時はステレオ放送受信時のみ点灯する中央部の赤色LEDインジケーターのみ機能。後述のアイワ製アナログ選局式ラジカセも同様。受信電波が弱いと音が聞こえても上述表示が点灯しない場合がある）。デジタル選局モデルは放送を受信するとディスプレイに「TUNED」が表示され（CDラジカセ・ミニコンポ・単体コンポのみ）、さらにそれ（AMおよびFM）がステレオの場合は加えて「（CDラジカセ・ミニコンポ・単体コンポの場合）STEREO（携帯ラジオは"ステレオ"）」と表示する（ただし受信電波が弱いと音が聞こえてもそれら表示が点灯しない場合がある。雑音低減の為強制モノラル再生モードにした場合、アナログ選局モデルは赤色インジケーターがステレオ放送受信時でも消灯しデジタル選局モデルはディスプレイに「MONO」と表示。「ステレオ」表示が消灯するのみで何も表示しない機種もある）。
創業当初の社名は「松下電器産業株式会社」。2008年10月1日より社名を現在の「パナソニック株式会社」（初代法人、現・パナソニックホールディングス株式会社）に変更し、同時に白物家電に用いられてきた「National」商標を廃止して「Panasonic」に一本化。その後2010年12月限りで「Technics」ブランド製品は一旦生産終了・消滅となったが2014年9月に日本市場と欧州市場に限り順次、ブランドを復活させた。

### CDラジカセ
外部入出力端子は全機種「マイク入力」・「CDアナログ出力（CD OUT）」・「外部アナログ入力（AUX IN）」・「ヘッドホンアナログ出力」で構成（AUX IN端子非搭載の機種もある。DS・STシリーズはヘッドホン端子のみ、或いはヘッドホンとマイク端子のみ）。アナログ外部出力端子（LINE OUT）は全機種非搭載（CD再生音のみが出力される「CD OUT」端子のみ）。出始めの機種（DT901〜DT501まで）は「CD OUT」と「AUX IN」端子がピンジャックだったが、DT75以降は全ての入出力端子がミニジャックに変わった。またCD再生時のみ使用可能な「光デジタル出力端子」はAC専用のDD1〜ST9Gまでの機種にのみ搭載されており、乾電池でも駆動可能なAMステレオ対応CDラジカセは全機種（光デジタル出力端子）非搭載である（光デジタル出力端子搭載のパナソニックCDラジカセ1号機は1995年発売の「RX-ED70」であるが、AMステレオには非対応で光端子は角型ではなくミニ。この年以降パナソニックはAMステレオ対応受信機生産より完全撤退）。使用電池は単1型10本（機種によっては8本）、メモリー用単3乾電池4本。リモコン用単4乾電池2本。
アナログテレビ音声は全機種1 - 3chのモノラルのみ（ステレオ放送・音声多重放送・アナログUHFには非対応。VU音多対応CDラジカセの最終モデルは1991年発売のRX-DT909）。
カセットデッキ部の「ドルビーNR」機能は全機種「Bタイプ」のみ（一部は「Cタイプ」も搭載）を搭載（本体に「DOLBY B NR」または「DOLBY SYSTEM」と表記）しており（DTシリーズの一部・DSシリーズ、1985年以前および1995年以降発売のCDラジカセ全機種はドルビーNR無し）、「Cタイプ」および「HX PRO（Head-room Extension Professional）」機能は単体コンポのカセットデッキのみが搭載している。
- RX-DT901（1992年発売。通称サイバートップ。デジタル選局、カセットデッキ部はテープを入れるとセンサーが感知し自動的にカセット蓋が閉まる電動ローディング方式Wカセットを搭載。3段階レベル調整機能付テクノサラウンド。4モードのプリセットイコライザーに加え各音域レベルを細かく微調整可能なユーザーモード&各音域レベルを細かく表示するスペクトラムアナライザ、時刻や経過時間、動作状態等を音声で知らせる「テクノボイス」機能も搭載。クロム・メタルテープ対応）
- RX-DT701（1992年発売。通称サイバートップ。パナソニック製AMステレオ対応CDラジカセ1号機。デジタル選局、カセットデッキ部はテープを入れるとセンサーが感知し自動的にカセット蓋が閉まる電動ローディング方式Wカセットを搭載。3段階レベル調整機能付テクノサラウンド。外部入出力端子は「CD OUT」のみ搭載で「AUX IN」は非搭載。使用するテープの種類に合わせボタン一つで最適な音質・録音レベルを自動設定してCD曲を録音する「ATLS（Auto Tape Level Sensor）」&テープ種類自動判別機能搭載。FM&AM外部アンテナ端子付。またドルビーノイズリダクションNR機能Bタイプも追加、DS15/35/38を除くパナソニックAMステレオ対応CDラジカセに標準装備。クロム・メタルテープ対応）
- RX-DT501（1993年発売。デジタル選局、オートリバース付Wカセット。ドルビーNR無し。テープ種類自動判別機能付きだがメタルテープは再生時のみに使用可。サラウンド機能&FM・AM外部アンテナ端子付〈同軸ケーブルおよび市販ビニール導線を直接ネジ止め接続、DT701/901も同様〉。使用テープの種類に合わせボタン一つで最適な音質・録音レベルを自動設定しCD曲を録音する。ATLS（Auto Tape Level Sensor）機能を搭載したCDラジカセとしては最終機種）
- RX-DS35（1993年発売。デジタル選局、シングルカセット。オートリバース&マイク端子搭載。テープ頭出し機能とドルビーNRは無し。DS系はカラオケを意識したラジカセであるためかパナソニックのフルロジックラジカセでは初のノーマルテープ専用。クローム用リーフスイッチはデッキに実装されてはいるがダミーとなる。CDの全曲或いは好みの予約曲をボタン一つでテープに簡単録音可能な「CD丸録り」ボタンを本体に搭載、オモテ面の終わりで途切れた曲はウラ面の最初から録音し直される）
- RX-DS38（1993年発売。デジタル選局、シングルカセット。CD-G対応。マイク端子2系統搭載でデュエットも可。オートリバース・ドルビーNR無し、ノーマルテープ専用）
- RX-DT75（1993年発売。デジタル選局、Wカセットは電動カセットドアを採用。福山雅治を起用したCMで当時大ヒット。本機以降の機種よりATLS廃止、録音レベルはどの種類のテープを用いても常に自動設定され手動レベル調整は不可となり他社製品と同等の録音機能となる。オモテ面の終わりで曲が途切れないようにCDの収録曲をマイコンでテープ両面に振り分けて録音する「AI/FITエディット」機能、電動コブラトップパネル、高速早巻き&ダビング機能搭載（ただし「チューナー」モード時はラジオ放送がモーター音にかき消されて聞こえにくくならないよう通常速度のみによる早巻）、頭出し対象曲数はこれまでの前後各1曲から前後各9曲までに拡大。なおCD編集録音には全曲録音に必要なテープの長さを知り、それより長いテープを入れて「自動CD録音」ボタンを押すだけで録音が始まる「CD丸録り」機能もあり、オモテ面の終わりで途切れた曲はウラ面の最初から録音し直され、好みの曲を選んでの丸録りも可。編集録音時はテープをオモテ面の最初へ自動的に巻き戻し、始めに10秒間の無音部を自動作成するのでリーダーテープ部の巻取不要、ただし数枚のCD曲を1本のテープへ編集する「リンク編集モード」時は始端まで巻き戻さない。さらに頭出しを行う為の「オートスペース」機能も搭載。このCD丸録り機能は現在発売中のRX-ED57にも採用、ただしED57はAMステレオ非対応&頭出しスペース作成機能無しで早巻も通常速度のみ。なお編集録音およびCD丸録り時はテープ反転モードが「1往復で停止」に自動固定。リモコンは初期のタイプより小型化され、使用頻度の低い機能は「シフト」キーで操作する仕組みに改められた。コブラトップパネルはリモコン操作により前後約20度の範囲で角度調整可。リモートセンサー部に手をかざしただけでコブラトップパネルが開いて電源が入り以前のソース演奏が始まる「マジカルコブラトップ」機構も搭載（AC電源使用時のみ、ON・OFF可）。FM&AM外部アンテナ端子付、同軸ケーブルおよび市販ビニール導線の先端部を加工しレバー止め、DT95も同様。クロム・メタルテープ対応）
- RX-DT95（1993年発売。DT75の兄弟機として「3段階レベル調整機能付テクノサラウンド」と「テクノボイス」機能を追加。クロム・メタルテープ対応）
- RX-DS15（1994年発売。アナログ選局、シングルカセット。オートリバース・ドルビーNR無し。パナソニック製AMステレオ対応CDラジカセ全体のうち「乾電池でも駆動可能なタイプ」としては最終モデル。ノーマルテープ専用）
- RX-DD1（1994年発売、デジタル選局、Wカセット。DCC（デジタルコンパクトカセット）対応。乾電池はメモリー用のみで駆動は交流100Vのみで可、DD2、ST7、ST9Gも共通。FM&AM外部アンテナ端子付、AMは本体内蔵アンテナではなく付属ループアンテナを接続。クロム・メタルテープ対応）
- RX-DD2（1994年発売。デジタル選局、Wカセット・DCC対応。DD1の後継機種。クロム・メタルテープ対応）
- RX-ST7（1994年発売。デジタル選局、Wカセット。クロム・メタルテープ対応）
- RX-ST9G（1994年発売、デジタル選局、Wカセット。ST7にCD-G機能を追加。クロム・メタルテープ対応。パナソニック製AMステレオ対応CDラジカセ全体としては最終モデル）

### ラジカセ
全機種ノーマルテープ専用。入出力端子は「マイク入力」と「ヘッドホン」のみ。ドルビーNR無し。アナログTV音声はVHF1 - 3chのみ（ステレオ放送、音声多重放送、アナログUHFには非対応。VU音多対応ラジカセは'80年代末までに生産終了）。使用電池は単1型8本。
- RX-FS47（1993年発売。アナログ選局、シングルカセット。パナソニック製AMステレオ対応ラジカセ1号機、再生時のみ動作するオートリバース付き、前面つまみ操作により「停止ボタンを押す迄両面を繰り返し再生」・「1往復で停止、ただし裏面から再生を始めた場合は裏面走行のみで自動停止」の何れかを選択、強制反転つまみ付き。録音はオートリバースせずオモテ面のみ行って自動停止）
- RX-FT53（1994年発売。アナログ選局、FS47のWカセット版。オートリバース&ドルビーNRこそ無いものの片方のデッキ再生が終わると隣のデッキを続けて再生可能な「リレー再生」機構を搭載、この場合は隣デッキの「一時停止」・「再生」両ボタンを予め押しておく、途中で再生を止めて早送り・巻き戻しに切り替えた場合でも隣デッキの再生がすぐ始まる。またダビング時はデッキ2の「一時停止」・「録音」ボタンを予め押し込んでおけば、デッキ1の再生ボタンを押すだけでダビングが始まる「シンクロダビング」機構も搭載（ダビング速度は「編集モード・BP」切替つまみで「通常」・「倍速」の2段階に切替可、ただしダビング途中で速度を切り替えると切替部分の音が途切れる）。マイク端子を2系統搭載しデュエットも可、マイク専用音量つまみを本体主音量つまみとは別系統で搭載。音声多重録音されたカラオケテープも再生可能な「音多カラオケボタン&音多バランスつまみ」搭載。2006年まで生産されたロングセラー商品で、本機はパナソニック製AMステレオ対応受信機全体としては最終生産モデルとなった）

### ミニコンポ
全機種デジタル選局。カセットデッキ部のドルビーNR機能は一部の機種を除いて「B・Cタイプ」を搭載。
- SC-CH150（1993年発売。デジタル選局・シングルカセット。ドルビーBのみ。パナソニック製AMステレオ対応ミニコンポ第1号）
- SC-CH750（1992年発売。デジタル選局・オートクローズ対応パワーローディングダブルカセット。ドルビーHX PRO搭載。SFP、DNC搭載。サラウンドスピーカーの向きを3段階に設定可）
- SC-CH655（1993年発売。デジタル選局・ダブルカセット。3連奏CDチェンジャー搭載。サラウンドスピーカーの向きを3段階に設定可）
- SC-CH707,SC-CH505,SC-CH505D（1993年発売。デジタル選局・パワーローディングダブルカセット。高速早巻き機能付き。CH505DのみパワーローディングDCCシングルカセット。CH707のみサラウンドスピーカー、マイク入力端子2系統搭載、CD-G対応）
- SC-CH170（1994年発売。デジタル選局・シングルカセット。ドルビーBのみ）
- SC-CH515（1994年発売。デジタル選局・パワーローディングダブルカセット。高速早巻き機能付き。マイク入力端子2系統搭載、CD-G対応3連奏CDチェンジャー搭載。パナソニック製AMステレオ対応ミニコンポとしては最終モデル）

### 単体コンポ（「テクニクス」ブランド）
単体チューナーにもリモートセンサー（リモコン受光部）が独自に搭載されているので、（パナソニック・テクニクス以外の）他社製アンプに接続した場合でもチューナーのリモコン操作が可能（ただしST-GT70はリモートセンサー部こそ搭載しているもののリモコンは付属されていないので、GT70のリモコン操作はテクニクスおよびパナソニック製アンプに付属のリモコンのみで可。他社製アンプおよびリモコン非対応アンプと組み合わせた場合はGT70のリモコン操作不可）。アナログTV音声は全機種受信不可（アナログTV音声およびVU音多&ステレオ機能搭載チューナーは1988年発売のST-G99Vを最後に生産終了。またアナログTV放送は2011年7月24日（※東北地方の岩手・宮城・福島の3県は2012年3月31日に完全終了）。局の電波状態が良好であれば本体ディスプレイに「QUARZ LOCK」表示が、さらに受信した放送がステレオの場合は「STEREO」表示も併せて出る（音が聞こえても受信電波が弱い場合は出ない）。また市販の外部アンテナ線でAMを受信する場合も必ず付属のループアンテナを一緒に繋がないとAM受信は不可。
パナソニック・テクニクスの単体コンポは（オンキヨー・ケンウッド・デノン・ビクター等と異なり）元々（ラジカセやミニコンポ感覚でパナソニック・テクニクス製レコードプレーヤー・CDデッキ・チューナー・アンプ・カセット&MDデッキ等との相互間連動操作が可能な）コンピュリンク（自動切替端子）非搭載の機種がほとんどで、（コンピュリンク機能は）CDデッキおよびカセットデッキの一部（編集録音機能搭載）機種がCDシンクロ録音用（双方の組み合わせが自動切替、シンクロ録音端子搭載のパナソニックおよびテクニクス製同士の場合に限り、CDプレーヤーの「再生」ボタンを押すだけでカセットデッキ録音がCD演奏開始と同時に自動開始、CD演奏停止に連動してカセットデッキ録音も同時自動停止=途中でCDプレーヤーの「停止」ボタンを押してもカセットデッキは頭出しの為の無音部を5秒間作成後録音待機。カセットデッキは録音待機状態にさえしておけばCD演奏開始&停止時にカセットデッキの録音および停止ボタンを手動で押す手間が省ける機能）として、セパレートアンプSU-C1010/C1000（プリ・コントロールアンプ）&SE-A1010/A1000（メイン・パワーアンプ）がパワーアンプ電源オン・オフ用（相互間をSU-C1010/C1000に付属のリモートワイヤー&アナログオーディオケーブルで繋ぐ事により、コントロールアンプSU-C1010/C1000本体主電源ボタンまたは付属リモコンの電源ボタンを押せばC1010/C1000のみならず、プリメインアンプ感覚でSE-A1010/A1000の電源オン・オフも同時に出来、A1010/A1000の本体主電源ボタンを手動で押す手間が省ける機能。ただしプレーヤー類との相互連携機能やA1010/A1000にリモートセンサー部は非搭載）として各々搭載するに留まった。チューナー・プリメインアンプ・MDデッキは全機種コンピュリンク端子非搭載である（レコードプレーヤーは1980年代に発売されていた「SL-Qシリーズ」にのみシンクロ録音用コンピュリンク端子搭載。その他シリーズはコンピュリンク非搭載）。なおこの考え方は1980年代後半〜2000年代前半にかけて発売のパナソニックTV&ビデオデッキ一部機種に搭載されていた相互連動機能「システムコントロール・VTRシステム」を経て、現在発売中のパナソニック製デジタル家電に「ビエラリンク」と形態を変えて受け継がれている。
テクニクスブランドアンプ「SU-A808/A707/C1010」用リモコン「RAK-SUA11WH」と「SU-V500M2」用リモコン「RAK-SUA03WH」は電源ボタンをアンプ用とテクニクス・パナソニックオーディオ機器用の2系統搭載。オーディオ用電源ボタンを押せば事前に入力切替で選んだテクニクス・パナソニックオーディオ機器の電源入/切が可能（本機ST-GT550/GT70の電源をアンプリモコンで入/切する場合は事前にアンプリモコンの「チューナー」ボタンを押す）。さらにRAK-SUA11WHはアンプをはじめとするテクニクス・パナソニックオーディオ機器電源をボタン一つで一発OFF可能な「一斉電源切」ボタンも搭載している（ただしこれら機能は1993年以降モデルに対応。また本体電源ボタンが押しボタン式で、かつリモコンによる電源入/切操作非対応モデルではアンプリモコンによる電源入/切操作不可）。
- ST-GT550（1993年発売、デジタル選局。2004年まで生産されたロングセラー商品で、テクニクスブランドのAMステレオチューナー第1号機であると同時に最終生産モデル（AMループアンテナは本機付属品のみ接続可で他の汎用品との組み合わせは不可）。単4乾電池2本使用のリモコン付属（これによりテクニクス・パナソニック以外の他社製アンプおよびリモコン非対応アンプと組み合わせた場合でも本機をリモコン操作可）。アナログ選局感覚で使えるロータリー式マニュアル選局つまみを本体に、一発選局用登録番号ボタンと順送りプリセット選局ボタンを本体・リモコン両方に各々搭載（AM・FM各12局ずつ、両バンド計24局まで登録可。ただし「選局モード切替」ボタンは本体のみの搭載で、プリセット選局は本体およびリモコンの番号ボタンおよび順送りボタンのみで、マニュアル選局は本体ロータリー選局つまみのみで各々可。またロータリー選局つまみはアンプの音量つまみと同じ形状でクリック機能は非搭載。パナソニック&テクニクスアンプに付属のリモコンでも本機を操作可能だが、この場合は使える機能数がパナソニック&テクニクスアンプ付属のリモコン機種により異なり、一部ボタンが動作しない場合がある。またテクニクス・パナソニック製リモコンアンプでも1990年以前モデルと組み合わせた場合は本機をリモコン操作出来ない場合がある）。本体つまみを回した時の周波数の切り替わり方は選局モードにより異なる（「AUTO」位置では受信状態の良い周波数を見つけると自動停止、「MANUAL」位置では電波の弱い局も選局可。本体ロータリーつまみはマニュアル選局専用なのでプリセット順送り選局は本体およびリモコンボタンで行う）。なお選局モードを「LOCK」位置にすると本体ロータリー選局つまみを回しても周波数が切り替わらず、今聴いている局に固定される（これにより誤ってロータリー選局つまみに触れて周波数が不意に切り替わるのを防げる）。またFMの場合は受信状態（信号レベル）が2dB単位で本体ディスプレイに数字とバーでデジタル表示されるので、付属の簡易アンテナでFMを受信する場合に電波の入りが良い位置を探す目安になる（AMの受信レベルはバーのみで表示）。なお本機はタイマー・時計機能およびスイッチ連動コンセント非搭載なので、タイマー連動演奏および予約録音をしたい場合は市販のオーディオタイマーが別途必要（本機の電源コードはオーディオタイマー背面の「スイッチ連動コンセント」に繋ぐ）。
- ST-GT70（1994年発売、デジタル選局。アナログ選局感覚で使えるロータリー式マニュアル選局つまみを本体に搭載（本機は時計&タイマー機能も搭載しているので、ロータリーつまみは選局操作のみならず時計合わせ&タイマー動作時刻合わせ機能も兼務）。アンテナ線接続はレバー止め式となっており、AMループアンテナは本機付属品以外の汎用品も使用可。FMアンテナ線はフィーダー式付属簡易アンテナを繋ぐ方法と外部アンテナ線を繋ぐ方法の2通りあり、外部アンテナ線が同軸ケーブルの場合は先端部を加工し芯線部をレバー止めする。プリセットはAM・FM各12局ずつ・両バンド計24局まで可能だが一発選局番号ボタンは本体に非搭載。一発プリセット選局はテクニクス・パナソニック製アンプに付属のリモコンのみで可。選局方法をプリセット・マニュアルのどちらにするかは本体の「選局モード」ボタンで操作（本体での選局操作はどちらのモードに設定してもロータリー選局つまみで行う）。パナソニック全体におけるAMステレオ受信機としては28番目となる最終発表モデルで、本機を最後に翌1995年以降はAMステレオ対応受信機の新規生産より撤退。「コンサイスミニ」シリーズのチューナーでは唯一のAMステレオ対応機。リモコンは付属されておらず、70シリーズをはじめとするパナソニック&テクニクスアンプに付属のリモコンで本機を操作可。ただし使える機能数はパナソニック&テクニクスアンプ付属のリモコン機種により異なり、一部ボタンが動作しない場合がある。他社製アンプやリモートセンサー部無しのパナソニック&テクニクス製アンプ旧式機種と組み合わせた場合はアンプリモコンによる本機リモコン操作およびタイマー連動演奏不可）。本機背面にスイッチ連動コンセントを1系統搭載しており、プレーヤー・レコーダー類の電源コードをここに繋げば本機内蔵のタイマーを用いて予約録音・おやすみ&おはようタイマー連動演奏が可能。

### 携帯ラジオ・ヘッドホンステレオ
アナログTV音声はVHF1 -3ch対応とVHFフルバンド（1 - 12ch対応）と2通りある（ステレオ放送、音声多重放送、アナログUHFには非対応）。RQ-S70V・SL-PH2以外は全機種「電池消耗防止の為の"90分自動電源切"」機能付き（オン・オフ可）。
- RF-U09（1992年発売、パナソニック製AMステレオ受信機第1号、デジタル選局。本体内蔵スピーカーはモノラル。東名阪3大都市圏エリアバンク搭載。単3乾電池2本使用。AC駆動時は別売り専用ACアダプタ使用）
- SL-PH2（1993年発売。デジタル選局。CDプレーヤー付クロックラジオ。パナソニック製クロックラジオの中でAMステレオ対応機種は本機のみ。乾電池はメモリー用のみで駆動はAC電源のみで可）
- RF-HS1（1993年発売、デジタル選局。イヤホン専用。エリアバンク機能がこれまでの東名阪に札幌・仙台・広島・福岡を加えた7大都市圏に拡大。さらに東海道・山陽両新幹線車内で実施のFM放送サービスにも対応。単4乾電池2本使用）
- RQ-S70V（1993年発売。デジタル選局&再生時のみ機能するオートリバース、ドルビーB機能、使用テープ種類自動判別機能付きカセットデッキ搭載のヘッドホンステレオ、イヤホン専用。7大都市圏エリアバンク&JR新幹線搭載。パナソニック製チューナー付ヘッドホンステレオの中でAMステレオ対応機種は本機のみ。単3乾電池1本と専用充電式電池1本使用）
- RF-G900（1994年発売、デジタル選局、イヤホン専用の3バンド。万歩計付き。エリアバンク機能はこれまでの7大都市圏に全ての都道府県庁所在地およびそれに準ずる大都市圏の局を加えた全国41都市&JR新幹線にグレードアップ。単4乾電池2本使用）
- RF-HS90/HS70（1994年発売。HS90はTV4 - 12ch音声も聴ける3バンド、HS70は2バンド。本体内蔵スピーカーはモノラル。全国41都市圏&JR新幹線機能付きエリアバンク搭載。2001年まで生産されたロングセラー商品で、パナソニック製AMステレオ対応通勤ラジオおよび業界全体のデジタル選局式AMステレオラジオとしては最終モデル。単4乾電池2本使用）

## 三洋電機
2011年4月1日付でパナソニックの完全子会社化（三洋単独での株式上場は廃止）。法人としての「三洋電機株式会社」は存続されるものの「SANYO」商標は2012年3月31日を以て消滅し「Panasonic」へ一本化される。これに伴い「SANYO」ブランドのオーディオ製品生産は2011年9月30日限りで完全終了し、親会社パナソニック製品に統合された（「SANYO」ブランドによる新製品出荷は2011年3月31日限りで終了し、今後の三洋製品は順次「Panasonic」ブランドに切替）。

### CDラジカセ
Wカセットモデルはテープ高速ダビング機能付き。
- PH-PR910（1993年発売、デジタル選局、Wカセット。メタル録音・ドルビーB対応。本体前面に「光るLED内蔵ボタン」搭載（使わない時はCD挿入口と共にカバーで覆われており、本体ボタン或いはリモコン操作で電動開閉）。なお付属リモコンに登録放送局選局およびCD選曲用テンキーは無し。外部入出力端子はモノラルミニプラグ型マイク入力・LINE入力（2ピン）とステレオミニプラグ型ヘッドホン出力のみ）
- PH-MG6（1994年発売、デジタル選局、シングルカセット。6連奏CDチェンジャー搭載）
- PH-PR950（1994年発売、デジタル選局、Wカセット。ピンプラグ式外部アナログ音声入力「LINE IN」端子搭載。カセットデッキ部はハイポジ・メタルテープが使えるもののドルビーNRは非搭載）

### カーステレオ
- FT-7837

## ソニー
「ウォークマン」を除き、デジタル選局モデルの場合はステレオ放送を受信するとディスプレイに「STEREO」と表示される（受信電波が弱いと点灯しない場合もある）。また機種によっては通常のステレオ受信モードではディスプレイに何も表示されず（「STEREO」表示が出ず）、雑音低減の為強制モノラル再生モードにした場合のみ「MONO」表示される場合もある。
なお最終モデルとなったSRF-A300は2011年5月2日を以て生産終了。ソニーおよび十和田オーディオはAMステレオ受信機生産より完全撤退した。

### ラジカセ・CDラジカセ・パーソナルオーディオシステム
Wカセットモデルはテープ高速ダビング機能付。全機種マイク端子搭載（特記のない機種はオートリバース機構搭載。「ZS」シリーズは「CDラジカセ」ではなく「パーソナルオーディオシステム」と表記されミニコンポと同等の扱いだが、全機種乾電池でも駆動可）。さらにZSシリーズは各音域レベルを細かく表示&調整可能な「スペクトラムアナライザ」と外部アナログ入出力端子（「LINE OUT」および「AUX IN」）も搭載（ZSX-G7000はスペアナ非搭載で外部入出力は「AUX IN」のみ）。
アナログTV音声はVHF1 - 3ch対応（ステレオ放送、音声多重放送には非対応）。
カセットデッキ部のドルビーNR機能は全機種「Bタイプ」のみの搭載で、「Cタイプ」および「HX PRO」は単体コンポのカセットデッキのみが搭載。
- ZS-6（1992年発売）
- ZS-8（1992年発売）
- CFS-E15（1992年発売、アナログ選局・録再オートリバース搭載。ただし反転モード切替スイッチは「1往復で停止」と「オモテ・ウラいずれか片面のみ録音・再生して自動停止」のみ選択可能で、ウラ面より録音・再生を始めた場合はウラ面走行のみで停止。走行方向手動切替ボタンも併載）
- ZS-66（1993年発売）
- PMC-501（1993年発売。CDグラフィックス対応。マイクロコンポ）
- PMC-301（1993年発売。マイクロコンポ）
- WA-R9000（1993年3月21日発売[1]。シングルカセット式語学学習ラジカセ、ICリピート機能、オートリバース、1週間3プログラムタイマー3種類、デジタル選局式TV1 - 62ch/FM/AMステレオ、同軸ケーブル直付式外部アンテナ端子&アンテナ切替スイッチ付、キューマーカー、再生スピードコントロール搭載。駆動は専用ACアダプタによるAC電源のみで可）
- CFS-208（1993年発売）
- CFS-W308（1993年発売）
- CFD-25（1993年発売。アナログ選局、シングルカセット、オートリバース・ドルビーNR無し。ノーマルテープ専用）
- CFD-32（1993年発売。アナログ選局、チューナー部は同調LEDインジケーターがモノラル放送受信時「緑」、ステレオ放送受信時「赤」に各々点灯。カセットデッキ部はノーマルテープ専用のシングルカセット・オートリバース付、リバースモードは「停止ボタンを押す迄両面を繰り返し再生」・「1往復で停止、ただし裏面から録音・再生を始めた場合は裏面走行のみで自動停止」の何れかを本体前面つまみで選択、強制反転つまみ付き。録音時は「1往復で停止」のみ。ドルビーNRは無し。低音強調のバスブーストボタン搭載）
- CFD-G26（1994年発売。CDグラフィックス対応）
- ZS-607（1994年発売。デジタル選局、Wカセット、ドルビーBタイプNR搭載。使用乾電池は単1型8本）
- ZS-70（1994年発売。デジタル選局、ドルビーBタイプNR&オートリバース付きWカセット。ZS-607に光デジタル出力端子を追加した「ソナホーク」シリーズ最終モデル。使用乾電池は単1型8本）
- ZSX-G7000（1995年発売。デジタル選局、Wカセット。3連奏CDチェンジャー機能、光デジタル出力端子、AM&FM外部アンテナ端子搭載）

### パーソナルMDシステム
- ZS-M1（1992年発売。デジタル選局AM&FM2バンド）
- ZS-M3（1995年発売。デジタル選局）
- ZS-M5（1997年不明。デジタル選局）
- PMC-M2（発売年不明。デジタル選局、本体・スピーカーのセパレート型）

### チューナー付きウォークマン・携帯ラジオ
- SRF-M100（1991年発売。デジタル選局AM&FM2バンド。ソニー製AMステレオ対応受信機1号機。電池消耗を防ぐ「90分自動電源切」機能付）
- SRF-M911（1992年発売。イヤホン専用。デジタル選局AM&FM2バンド）
- SRF-AX51V（1992年発売。イヤホン専用・2.5 mmステレオ超ミニプラグ式。アナログ選局AM&FM&TV音声の3バンド。電池消耗を防ぐ「90分自動電源切」機能付。単4乾電池2本使用・お試し用ソニー純正マンガン乾電池付き）
- ICR-AX21（1992年発売。イヤホン専用。アナログ選局AM1バンド。「SRF-AX51V」からTV・FMチューナーを除外したもの）
- D-T115（1992年発売。デジタル選局。「CDウォークマン」）
- WM-FX505（1992年発売。イヤホン専用。デジタル選局。「ウォークマン」）
- WM-FX808（1993年発売。イヤホン専用。デジタル選局。「ウォークマン」）
- WM-GX707（1993年発売。イヤホン専用。デジタル選局。録再「ウォークマン」）
- WM-FX999（1993年発売。イヤホン専用。デジタル選局。「ウォークマン」）
- ICF-CD803（1993年発売。CDプレーヤー付き「目覚ましラジオ」。デジタル選局AM&FM&TV音声の3バンド）
- ICF-CS910（1993年発売。「目覚ましラジオ」。アナログ選局AM&FM2バンド）
- SRF-SX100RV（1993年発売。デジタル選局AM&FM&TV音声の3バンド、本体内蔵巻き取りイヤホン専用）
- SRF-SX90R（1993年発売。デジタル選局AM&FM2バンド、本体内蔵巻き取りイヤホン専用）
- SRF-AX15（1993年9月1日発売。アナログ選局。AM&FM2バンド、本体内蔵スピーカーはモノラル。音量つまみは電源スイッチと兼用で「自動電源切」機能は非搭載。イヤホン・ヘッドホン端子は3.5mmステレオミニ）
- SRF-A300（1993年発売、アナログ選局・AM&FM2バンド。2011年5月2日まで生産されたソニー製AMステレオラジオ最終モデルで、大型選局つまみ、バックライト、よく聴く局に素早く合わせられる手動ポインター、1時間おやすみタイマー搭載。バックライトは乾電池駆動時は「照明」ボタンを押した時のみ数秒間点灯、AC駆動時は電源スイッチを入れると常時点灯。おやすみタイマーは電源スイッチが「切」位置になっている時のみ動作。単3乾電池4本使用でお試し用ソニー純正マンガン電池付き。AC駆動時は本体後面電池ボックス内に収納されている直出し式電源コードを取り出し、電池フタを閉める際は電源コードを溝に通す。なお運搬用の取っ手は無く付属のキャリングベルトを本体に取り付け。ベルトは長さ調節が可能。本体ロッドアンテナ&内蔵アンテナのみで良好な受信感度が得られない場合は本体後面にある外部アンテナ端子に市販のビニール導線を巻き付ける事でAM・FM放送が良好に受信可能、ただしアース端子は無いのでTV受信用75Ω同軸ケーブルは接続不可）
- WM-FX1（1994年発売。イヤホン専用。デジタル選局。「ウォークマン」）
- WM-FX2（1995年発売。イヤホン専用。デジタル選局。「ウォークマン」）
- WM-GX822（1996年発売。イヤホン専用。デジタル選局AM・FM・アナログTV音声1 - 12chの3バンド、ただしTV音声は音多ステレオ非対応でモノラル。通常のステレオ受信時は本体およびリモコンの液晶ディスプレイに「STEREO」表示は出ず、雑音低減の為の強制モノラル再生モード時のみ「MONO」と表示。本体はステレオミニプラグだが、液晶バックライト付ワイヤードリモコンはマイクロプラグ。録音タイマー機能付き録再「ウォークマン」）

以上の機種のうち、「ウォークマン」には全てドルビーBタイプNRとテープ種類自動判別機能「オートテープセレクター（再生時のみ）付（録音機能搭載機の場合はドルビーNRとテープ種類自動判別機能が再生時のみ動作、録音時はノーマルテープのみ使用可）。

### ミニコンポ
全機種デジタル選局。プロピクシーシリーズは全機種搭載。
- MHC-J900EX（1992年発売。プロピクシー。ソニー製AMステレオ対応ミニコンポ1号機）
- MHC-J1000EX（1992年発売。プロピクシー・DAT）
- MHC-J970EX（1993年発売。プロピクシー・エスプリ）
- MHC-J770（1993年発売。ピクシー）
- MHC-J570C（1993年発売。ピクシー。CD5枚チェンジャー）
- MHC-J505C（1993年発売。ピクシー。CD5枚チェンジャー）
- MHC-J500（1993年発売。ピクシー）
- MHC-J300（1993年発売。ピクシー）
- MHC-S90C（1994年発売。プロピクシー・エレスタッド）
- MHC-S70C（1994年発売。ミニコンポ）
- MHC-S50C（1994年発売。ミニコンポ）
- MHC-S40G（1994年発売。CDグラフィックス対応ミニコンポ）
- MHC-S30（1994年発売）
- FH-B30C（1994年発売。カジュアルコンポ。CD5枚チェンジャー）
- FH-B10（1994年発売。カジュアルコンポ）
- FH-B1（1993年発売）
- DHC-MD1（1994年発売。MD付き）
- DHC-MD9（1995年発売。MDピクシー・エレスタッド。カセットデッキは別売オプションのTC-TX9）
- DHC-MD7（1995年発売。MDミニコンポ。カセットデッキは別売オプションのTC-TX9）
- DHC-MD99（1996年発売。MDミニコンポ。カセットデッキは別売オプションのTC-TX77）
- DHC-MD77（1996年発売。MDミニコンポ。カセットデッキは別売オプションのTC-TX77）
- DHC-MD919（1997年発売。MDミニコンポ。カセットデッキは別売オプションのTC-TX717）
- DHC-MD717（1997年発売。MDミニコンポ。カセットデッキは別売オプションのTC-TX717）
- D-3000（1997年発売、CDミニコンポ「セレブリティ」シリーズ、ただしカセットデッキは非搭載。ピンプラグ式アナログ音声入出力端子付き。FMロッドアンテナは着脱可能で外部アンテナ線も接続可。AM・FM計12局までプリセット可能な6連一発選局ボタン搭載。コイン型リチウム電池使用のカードリモコン付属）

### 単体コンポ
全機種デジタル選局。
- ST-S500（1992年発売）
- ST-S333ESJ（1993年発売）
- ST-S1（1995年発売。「コンポS」シリーズ）
- ST-S510（1995年発売）
- ST-SA5ES（1995年発売。SONYとしての「高機能・高音質設計型」として、ESシリーズ最後の製品）
- ST-S3000（1996年発売。「SONY 50周年記念 高級ミニコンポ シリーズ」）
- ST-SA50ES（1997年発売）

### カーオーディオ
全機種デジタル選局。
- CDX-C4100
- XR-5G61（1992年発売）
- XR-5G71（1993年発売）
- DCR-AM1

## アイワ（初代法人。STRASSERブランドも含む。現・ソニーマーケティング）
赤字が続いていた事からソニーに吸収合併され、「aiwa」および「AIWA」ブランドと法人としての「アイワ株式会社」は一旦消滅した。ミニコンポだけで13機種もAMステレオ対応機が存在（1998年後期）しラジカセなども合わせると膨大な数を誇っていた。

### 携帯ラジオ・据置型ラジオ
- CR-D60（1991年発売。国内全体におけるAMステレオ受信機第1号。デジタル選局、イヤホン専用）
- HS-RX626（1992年発売。デジタル選局&再生専用カセットデッキ付ヘッドホンステレオ、イヤホン専用）
- HS-RX727（デジタル選局&再生専用オートリバースカセットデッキ付ヘッドホンステレオ、リモコン対応。他のHS-JX828/JX929なども対応しておりこれらはオートリバース録音対応）
- CR-D605（1992年発売。デジタル選局AM&FMの2バンド）
- CR-DS805（1992年発売。1998年まで生産された長寿モデル。デジタル選局。本体内蔵スピーカーはモノラル。7大都市圏エリアコール機能搭載）
- FR-ST5（アナログ選局AM&FMの2バンド。据置型ラジオ）
- CR-S8（AM専用、アナログ選局、スピーカー内蔵、単4×2本）

### CDラジカセ
Wカセットモデルはテープ高速ダビング機能付。ドルビーNRはCSD-SR80を除き、全て非搭載。
- CSD-SR80（1991年発売。CSD-SR8のAMステレオ対応版。デジタル選局、ドルビーBタイプ&CタイプNR付きWカセット。アイワ製AMステレオ対応CDラジカセ1号機。業界唯一のAM&FMステレオとアナログTV音声VHF&UHFフルバンド音多対応フルスペック機。同社製のAMステレオ対応CDラジカセとしては唯一、ハイポジションテープ・メタルテープ録再対応、および同軸デジタル出力端子・アナログ外部入力端子搭載となる機種）
- CSD-EX120（1992年発売、アナログ選局、シングルカセット。オートリバース・ドルビーNR無し）
- CSD-SR700（1993年発売。デジタル選局、非脱着式コントロールステージ、フロントローディングCDプレーヤー搭載、ハイポジション録再・メタルテープ再生対応）
- CSD-EX03（1993年発売。アナログ選局、シングルカセット、オートリバース・ノーマルテープ専用）
- CSD-EX30（1993年発売、アナログ選局、シングルカセット、オートリバース・ノーマルテープ専用）
- CSD-EX50（1992年発売。CSD-EX5のAMステレオ対応版。デジタル選局、脱着式コントロールステージシステム、フロントローディングCDプレーヤー搭載、シングルカセット、オートリバース・ハイポジション録再・メタルテープ再生対応）
- CSD-EX70（デジタル選局、シングルカセット、オートリバース・ノーマルテープ専用）
- CSD-EX10（1994年発売。アナログ選局、シングルカセット、オートリバース・ノーマルテープ専用）
- CSD-EX110（1994年発売。アナログ選局、シングルカセット、オートリバース・ノーマルテープ専用）
- CSD-EX210（1995年発売。アナログ選局、シングルカセット。オートリバース・ノーマルテープ専用。重低音を強調する「バスブースト」ボタン搭載）
- CSD-EX310（1995年発売。アナログ選局、シングルカセット・ノーマルテープ専用。オートリバース搭載（1往復で停止）、ウラ面から録音・再生を始めた場合はウラ面走行のみで自動停止。オモテ面・ウラ面いずれかのみを録音・再生して自動停止の2択。低音強調機能「バスブースト」ボタン搭載）
- CSD-EX710（1995年発売。デジタル選局、Wカセット。SR80とは違いフルロジック機構では無い通常の押し込み式。CD・チューナ用10キーリモコン付属だが本体のファンクション・音量つまみはアナログ式でありリモコン操作不可。チューナーの記憶方法は当時のラジカセでは珍しいコンデンサー充電方式）
- CSD-ES100（1996年発売。アナログ選局、シングルカセット、非オートリバース。ノーマルテープ専用）
- CSD-ES350（1997年販売。アナログ選局、シングルカセット、非オートリバース）
- CSD-MR1（1997年発売。アナログ選局、シングルカセット、非オートリバース。ノーマルテープ専用。CDトラック一桁表示。360°で楽しめるサラウンドシステムライトアップ6スピーカー。グッドデザイン選定商品）

### ラジカセ
オートリバース・ドルビーNR無し。ノーマルテープ専用。
- CS-R28（アナログ選局、シングルカセット）
- CS-W320（1994年発売。アナログ選局、Wカセット。テープ高速ダビング機能付。
- CS-W520（1994年発売。アナログ選局、Wカセット。W320の後継機）

### ミニコンポ
- LCX-350
- XR-H***MD（1998年〜1999年に発売されたフルサイズのCD／MD／カセット（H66MDのみ非搭載）ミニコンポ。非常に機種が多いためこうした表記となり*には機種名が入る。1999年以降はドルビーやテープセレクター付きは販売終了となったが、代わりにフルロジックカセットデッキ付きのみビルトインサブウーファーとマルチアンプが搭載された）
- XR-MD500
- XR-MD520
- XG-S202（1998年発売。CD／機械式ダブルカセット。XG-S***シリーズも非常に機種が多い）
- XG-F959（1999年発売。5CDとWリバースカセット搭載。マルチアンプによるクラス最高の420W出力とプロサウンドBBE、MDが付かないアイワ製音響機器では最後のドルビーB、ハイポジション録音。カジノジャック、リズムパターンが選べるビートマスターなどのゲーム要素も満載）

## 日立製作所

### 携帯ラジオ
- KH-S70（1992年発売、アナログ選局、イヤホン専用。日立製携帯ラジオの中でAMステレオ対応機は本機のみ）

## 日本ビクター（現・JVCケンウッド）
創業当初は当時の「松下グループ（現：パナソニックグループ）」の傘下に入っていた時代があったが、経営悪化によりパナソニック一族からは分離。のちにケンウッドと経営統合して持株会社「JVCケンウッドホールディングス」が設立され、2011年10月1日よりケンウッドと正式に対等合併して社名を「JVCケンウッド」に変更。法人としての「日本ビクター株式会社」は消滅した（「Victor」・「JVC」・「KENWOOD」の各ブランドは存続）。さらにビクター公式サイト内にある同社のキャラクターグッズ通販サイト「ニッパーショップ」は2011年11月末限りで惜しまれながら一時閉鎖となるが、現在はJVCケンウッド・ビクターエンタテインメント内サイトで復活している。

### CDラジカセ
「CDioss（シーディーオス）」シリーズ、Wカセットモデルはテープ高速ダビング機能付き。受信したAM・FM各放送がステレオの場合はディスプレイに「STEREO」と表示される（ただし、受信電波が弱いと点灯しない場合がある）。テープ種類自動判別機能付き。ただしマイク端子は全機種非搭載。またX777/X999は各音域レベルを細かく表示&調整可能な「スペアナ（スペクトラムアナライザ）」も搭載。
カセットデッキ部のドルビーNR機能は全機種「Bタイプ」のみの搭載（本体に「DOLBY SYSTEM」と表記）で「Cタイプ」および「HX PRO」は単体コンポのカセットデッキのみが搭載、教育用を除き全機種にビクター独自の「サイレントメカニズム」を搭載しており、動作音は他社製機種より大変静かである（ビクター製のミニコンポ&単体コンポカセットデッキも同様に搭載）。
- RC-X777（1992年発売、デジタル選局、Wカセット。4プリセットイコライザー&音質ユーザー設定モード付き。自動CD編集録音機能&ドルビーBタイプNR搭載。なお本機とX999は乾電池がメモリー用のみで駆動は交流100V電源のみで可。居住地の市外局番を入力するだけで受信可能な局を自動で呼び出す「エリアガイド」と外部アナログ入力「AUX IN」搭載、ただしAUXボタンはリモコンのみ。ハイポジションテープ録再対応・メタルテープ再生対応）
- RC-X999（1992年発売。デジタル選局、Wカセット。X777の基本機能に3連奏CDチェンジャー&選んだサラウンドモードに応じて角度が自動で変わるショルダートップサラウンドスピーカーを追加。それ以外の機能はほぼX777に準拠している）
- RC-Q55（1993年発売。デジタル選局、シングルカセット）
- RC-Q77（1993年発売。デジタル選局、シングルカセット、リモコン付き）
- RC-X1（1993年発売。デジタル選局、Wカセット。重低音再生「スーパーバス」、ドルビーBタイプNR搭載、ハイポジションテープ録再対応・メタルテープ再生対応）
- RC-QW5（1993年発売。デジタル選局、Wカセット。4プリセットイコライザー、居住地市外局番入力による受信可能局自動呼出機能付き。ドルビーNR機能は無し）
- RC-QW50（1995年発売。デジタル選局、Wカセット）
- RC-QS11T（2001年発売。教育用）

### 単体コンポ
- FX-F1（1994年発売。「f」シリーズ、デジタル選局）
- FX-F3（1995年発売。「f」シリーズ、デジタル選局）

## ケンウッド（現・JVCケンウッド）
創業当初の社名は「トリオ株式会社（TRIO）」。のちに日本ビクターと経営統合し持株会社「JVC・ケンウッドホールディングス」が設立。2011年10月1日より「JVCケンウッド」に社名変更。
チューナーは選局モードが「オート（「TUNED」表示の出る周波数を見つけるとスキャン自動停止）」時はステレオ放送自動再生、「マニュアル（手動で1局ずつ選局）」時はステレオ放送も強制モノラル再生となる（受信した放送がステレオの場合はディスプレイ部に白色の「TUNED」表示に追加される形で「STEREO」と赤文字で表示。ただし受信電波が弱いと音が聞こえてもそれら表示が点灯しない場合がある）。

### ミニコンポ
- MS-A7（1993年発売。マイクロコンポ「woodstock」、デジタル選局）
- MS-A5（1993年発売。マイクロコンポ「woodstock」、デジタル選局）
- ROXY M7（1993年発売。デジタル選局）
- ROXY M9LD（1993年発売。デジタル選局）
- XG7M（1993年発売。マイクロコンポ「ALLORA」、デジタル選局）
- XG5M（1993年発売。マイクロコンポ「ALLORA」、デジタル選局）
- XG3M（1993年発売。マイクロコンポ「ALLORA」、デジタル選局）
- XG3（1993年発売。マイクロコンポ「ALLORA」、デジタル選局）
- XG1（1993年発売。マイクロコンポ「ALLORA」、デジタル選局）
- R-SA7（1996年発売。マイクロコンポ「Avino」SA-7、デジタル選局）
- R-7PRO（1997年発売。マイクロコンポ「AvinoPRO」PRO-7、デジタル選局）
- XL-1MD（1998年発売。MDミニコンポ、デジタル選局）

### 単体コンポ
リモコン&リモートセンサーは全機種無し。付属の自動切替ケーブル（リモートワイヤー）およびアナログオーディオケーブルでケンウッド製アンプと接続する事により、アンプに付属のリモコンでチューナー操作可（リモートセンサーはアンプのみに搭載）。ただしアンプ付属リモコンの機種により使える機能数は異なり、一部ボタンが動作しない場合がある。またケンウッド製アンプにリモートセンサー部やコンピュリンク端子が無い場合や他社製アンプと組み合わせた場合はチューナーのリモコン操作&タイマー連動演奏不可。
- KT-6050（1993年発売。デジタル選局）
- KT-2060（1995年発売。デジタル選局）
- T-1001（1995年発売。「K's」シリーズ、デジタル選局）
- KT-2080（1996年発売。デジタル選局）
- KT-3080（1997年発売。デジタル選局）
- KTF-5002（1997年発売。「K's」シリーズ、デジタル選局）
- KTF-3010（1998年発売。デジタル選局）

## シャープ

### CDラジカセ
- FX-900（1992年発売。デジタル選局、タッチパネル液晶、Wカセット）
- QT-C110（1993年発売。アナログ選局、ノーマルテープ専用シングルカセット、オートリバース&ドルビーNR無し。チューナー部は受信したAM&FM放送がステレオの場合は赤色同調LEDインジケーターが上向きに明るく点灯、逆にモノラルの場合は下向きに暗く点灯。カラオケも可能な専用音量つまみ付きマイク端子搭載）
- QT-C500（1994年発売。アナログ選局・Wカセット、受信したAM&FM放送がステレオの場合は本体前面のLEDが赤色に点灯。カラオケも可能なマイク音量つまみ付）

## パイオニア（ホームAV機器事業部。現・オンキヨーホームエンターテイメント）
社名ロゴは創業当初は「PIONEER」と全て大文字表記だったが、1998年より現在の「Pioneer」（"P"のみ大文字でその他は小文字表記）に改められている。
2015年3月2日以降よりホームAV機器事業はオンキヨーの完全子会社のオンキヨー&パイオニアへの移管を経て、2020年10月1日以降はオンキヨーホームエンターテイメント（旧・オンキヨー）へ再び移管した。

### 単体コンポ
全機種デジタル選局。リモコンは全機種無し（パイオニア製アンプとリモートワイヤーでコンピュリンク接続した場合に限りアンプに付属のリモコンでチューナーの基本操作も可。ただしプリセットおよびテンキー選局には非対応）。時計およびタイマー機能も全機種非搭載（タイマー連動演奏したい場合はチューナー本体の電源コードを市販のオーディオタイマー背面コンセント「スイッチ連動=SWITCHED」側に接続）。FMアンテナ端子は室内アンテナ用300Ωフィーダーと外部アンテナ用75Ω同軸の2系統搭載（両方の同時接続は不可。外部アンテナ線はTV受像機およびTVチューナー同様に市販のアンテナプラグを用いて接続。ネジ式座型端子なのでF型接栓およびスクリューネジ付同軸ケーブルも使用可）、AMは付属ループアンテナを接続して受信（地元局の電波が弱い地区や遠方局受信時は外部アンテナとして市販のビニール導線をAMアンテナ端子「ホット」側に接続し、付属ループアンテナは外さずに外部AMアンテナ線と一緒に繋いでおく）。受信したAM・FMがステレオ放送の場合は（黄色の「TUNED」表示の下に）赤文字で「STEREO」と追加表示される（雑音低減の為の強制モノラル再生モード時は中央の赤色「STEREO」表示が消え、その下の「MONO」表示が黄色点灯）。パイオニア製アンプ・プレーヤー類との連動操作およびシンクロ録音が可能な「コンピュリンクSR端子」搭載（ただしリモコン機能を搭載したパイオニア製機種の場合、リモートワイヤーで相互間をコンピュリンク接続するとプレーヤー本体のリモートセンサーは動作しなくなるので、この場合パイオニア製プレーヤー類に付属のリモコンはコンピュリンク接続したパイオニア製アンプのリモートセンサー部へ向けて操作する）。なお記憶させた局・モードは電源プラグを抜いても記憶される。
- F-03（1993年発売。聴取頻度が高い局を一発選局可能なダイレクトボタンを搭載=「マイバンク」機能によりバンド切替ボタンを事前に押さなくてもAM・FM両バンド合わせて最大36局まで登録&一発選局可能。登録可能な番号ボタンは12個あり13 - 24番に登録した局を聴く場合は1 - 12の中の該当番号ボタンを2回押し、25 - 36番に登録した局を聴く場合は1 - 12の中の該当番号ボタンを3回押す。ただし数字を含む本体ボタンを押すと音が約2 - 3秒間途切れる。受信局の電界強度および受信状態に応じて感度を切替可能なボタンを2種類搭載=AMは「ワイド&ナロー切替」ボタン・FMは「アッティネーターON/OFF」ボタン。地元局など強電界局受信時は「ワイド」および「アッティネーターON」モード、遠距離局など弱電界局受信時は「ナロー」および「アッティネーターOFF」モードで各々聴取。AM感度「ナロー」モード時はボタン左横の赤色LEDが点灯。「ステレオ」および「モノ」の各受信モードを電源プラグを抜いても記憶可能な「モードメモリー」機能、放送のある周波数を見つけると選局が自動的に止まる「自動選局（オートスキャン）」ボタン搭載=自動選局モード時はディスプレイに「AUTO」表示点灯、手動選局モード時は「AUTO」表示消灯）
- F-C3（1993年発売）
- F-777（1994年発売）
- F-D3（1999年発売）

### カーステレオ
- DEH-P990（1996年発売。デジタル選局）

## オンキヨー（初代法人。現・オンキヨーホームエンターテイメント）
英字表記は「ONKYO」。かつて東芝グループの一員だった時代があった。
チューナーは全機種デジタル選局。単体チューナーは登録した放送局にアルファベットおよび算用数字を用いて好きな名前を8桁まで入力可能な「キャラクター入力&手動放送局名表示」機能を全機種搭載（レシーバーには非搭載）。受信したAM&FM放送がステレオの場合はディスプレイに（黄色の「TUNED」表示に追加される形で）「STEREO」と赤文字で表示する（ただし受信電波が弱いと音が聞こえてもそれら表示が点灯しない場合がある。雑音低減の為強制モノラル再生モードにした場合はディスプレイに「MONO」と黄色文字で表示）。

### ミニコンポ
- E-11（1993年発売。デジタル選局、「ESSAY」シリーズ）

### 単体コンポ

#### 単体チューナー
リモコンは全機種無しでチューナー部もリモートセンサー（リモコン受光部）非搭載（ただしT-425ATのみはリモコン付属&チューナー本体にもリモートセンサー搭載なので、他社製アンプと接続した場合でもチューナーのリモコン操作可）。この為付属リモートワイヤー（自動切替ケーブル）およびアナログオーディオケーブルでオンキヨー製アンプと接続する事により、そちらに付属のリモコンでチューナー操作可（リモートセンサーはレシーバーを含むアンプ、CDデッキ、MDデッキのみに搭載。オンキヨー製アンプでもリモートセンサー部およびコンピュリンク端子非搭載の旧式機種や他社製アンプとの組み合わせではチューナーのリモコン操作およびタイマー連動演奏不可）。ただし使える機能数はアンプ付属のリモコン機種により異なり、一部ボタンが動作しない場合がある。アナログテレビ音声はVHF1 - 3ch対応（ステレオ放送、音声多重放送には非対応）。
コンピュリンク機能はかつて1970年代後半から1980年代後半にかけて発売されていた単体コンポ「Integra（インテグラ）」シリーズにも搭載されておりレコードプレーヤー・CDデッキ・チューナー・アンプ・カセットデッキ全てがコンピュリンク端子を搭載し、（ラジカセ・ミニコンポ感覚で）相互間のシンクロ録音・入力自動切替・タイマー連動再生&録音が可能だった（一部コンピュリンク端子非搭載の機種もあり）。この機能は現在発売中の単体コンポ「INTEC（インテック）275&205」シリーズにも（「RI（Remote Interactive）」と名称変更の上で）受け継がれている（ただし「ピュアオーディオ」シリーズは一部コンピュリンク端子非搭載の機種あり）。
- T-411M（「インテック275」シリーズ初代）
- T-412（1995年発売。聴きたい周波数が事前に分かっている場合は本体の10キーで周波数を直接入力して選局可）
- T-422M（1996年発売、「インテック275」シリーズ。電源コードをコンセントに差し込むと居住地のJFN=TOKYO FM系列局周波数を自動検出した上で本体時計の時刻を自動設定する「アキュクロック（ACCUMLATE・ACCU CLOCK）」機能搭載（電源コードをコンセントに差し込んで本機の電源を切っている状態の時のみ作動、自動時刻合わせが完了しないうちに本機の電源を入れるとアキュクロックは強制停止。アンプ或いはオーディオタイマーの背面コンセントに接続する場合は必ず「アンプ&オーディオタイマーの電源コードが家庭用交流100Vコンセントに差し込まれてさえいればアンプ&オーディオタイマーの主電源切時でも電力が供給される”スイッチ非連動=UNSWITCHED”」側を用いる）。自動時刻合わせ中は本体左側（電源ボタンの上隣）にある「アキュクロック」緑色ランプが点滅し、（自動時刻合わせが）成功すればランプは点灯に変わるが、失敗すればランプは消灯し「0:00」が点滅したままとなる（この場合はコンピュリンク接続したオンキヨー製アンプに付属のリモコン操作によりアキュクロック強制解除や本機の手動時刻設定、および居住地JFN系列局の時刻設定周波数変更可。他社製アンプおよびコンピュリンク非搭載のオンキヨー製アンプと接続している場合は本体ボタンによる手動時刻設定のみ可（この場合はアキュクロック強制解除および居住地JFN系列局の時刻設定周波数変更不可）。この「アキュクロック」機能は屋外用FMアンテナ（※3素子・5素子・8素子タイプ）または、VHF・FM兼用アンテナでJFN系列局を受信している時の方が成功率が高い）。自動時刻合わせ所要時間は通常約10分。ただし居住地JFN系列局の電波が弱い場合はこれより長くかかる場合がある。さらにJFN系列局が受信不可の地域や受信出来ても電波が弱い場合、室内アンテナでJFN系列局を受信している場合はアキュクロック機能が動作しない場合がある。FMアンテナ端子はプラグ式ではなく（室内アンテナ用）フィーダー或いは（外部アンテナ用）同軸ケーブルの先端を加工して直接レバー止めする）
- T-424（1997年発売）
- T-425AT（1998年発売）

#### レシーバー（チューナー付アンプ）
- R-803（1993年発売。デジタル選局、INTEC455シリーズ）
- R-810M（1993年発売。デジタル選局）
- R-811M（1994年発売。デジタル選局）
- CR-185（1995年発売。デジタル選局、CDプレーヤー内蔵，INTEC185シリーズ）
- CR-185LTD（デジタル選局、CDプレーヤー内蔵、INTEC185シリーズ、CR-185の高級部品使用版）
- CHR-185（デジタル選局、CDプレーヤー内蔵、INTEC185シリーズ）
- CR-185M2（デジタル選局、CDプレーヤー内蔵、INTEC185シリーズ）
- CR-185NL（デジタル選局、CDプレーヤー内蔵、INTEC185シリーズ、CR-185M2の高級部品使用版）
- CR-70（1998年発売。デジタル選局、CDプレーヤー内蔵）

## DENON
創業当初の社名は「日本コロムビア株式会社」。「DENON」商標の読み方は当初「デンオン」だったが2001年より読み方は現在の「デノン」へ、社名も日本コロムビアから「株式会社デノンコンシューマーマーケティング」へ各々変更。のちにマランツと経営統合し、持株会社「ディーアンドエムホールディングス」が設立されて現在に至る。
チューナーは全機種デジタル選局。

### 単体コンポ
- TU-280（1992年発売）
- TU-280G（1993年発売）
- TU-290/290G（1996年発売）
- TU-M100（1996年発売）
- TU-1500（1998年発売。リモコン受光部はあるがリモコンは無し、DENON製アンプに付属のリモコンで本機を操作可、ただしDENON製他機とのコンピュリンクは非搭載。手動放送局名表示機能、アナログ選局式ラジオ感覚で使えるロータリー式選局つまみ搭載。FMアンテナ端子は75Ω専用で、プラグ付室内アンテナ付属。外部アンテナ線の場合は市販のアンテナプラグおよび同軸ケーブルを用いて接続。ただしネジ式座型では無いのでF型接栓接続は不可）

#### チューナー
- TU-7.5L（1993年発売、システムコンポ「PRESTA 7.5L」、デジタル選局）
- UTU-F88（1994年発売、デジタル選局）

## 山水電気

### ミニコンポ
- R11（1992年発売。ハイマイクロコンポ「AS11」シリーズ、デジタル選局）
- AX7（1993年発売。「Club Sansui」シリーズ、デジタル選局）
- AZ7（1994年発売。「Club Sansui」シリーズ、デジタル選局）
- AX5（1993年発売。「Club Sansui」シリーズ、デジタル選局）
- BAR9（1993年発売。「Bar」シリーズ、デジタル選局）
- MC-X700（1993年発売。「mighty700」、デジタル選局）
- MS90SG（1996年発売。「mighty」シリーズ、デジタル選局）

### 単体コンポ
- TU-α517XR（1994年発売）
- T-α7（1994年発売。「アルフ」シリーズ、デジタル選局）
- T-α77（1996年発売。「アルフ」シリーズ、デジタル選局）

### 携帯ラジオ
- PR-33ST

## 積水化学工業

### 携帯ラジオ
- TGSA-SX（1992年発売。AM&イヤホン専用、アナログ選局。全メーカー中最も市価が安かったが、売上不振により2003年を以て生産終了。受信した放送がステレオの場合は赤色同調LEDインジケーターが上向きに明るく点灯し、逆にモノラルの場合は下向きに暗く点灯。単4乾電池2本使用。お試し用マンガン電池付き）
- TGSA-B（minio。アナログ選局。AM&イヤホン専用）

## ツインバード工業

### 携帯ラジオ
- AR-321（1993年発売。PUCHIO。アナログ選局。AM&イヤホン専用）
- AR-326（AM/FM/TV（1 - 3ch）、アナログ選局、イヤホン専用、単4×2）

## ユピテル工業

### 携帯ラジオ
- AT-20（1992年発売。アナログ選局。AM&FM）

## 日本マランツ（現・ディーアンドエムホールディングス）

### 単体コンポ
- ST-46（1995年発売）
- ST-17（1997年発売）

## ヤマハ

### 単体コンポ
- TX-492（1994年発売）
- TX-10（1995年発売）

## ティアック

### 単体コンポ
- T-H500（1997年発売）
- T-H300（1997年発売）
- CR-H100（1997年発売）
- CR-H90（1997年発売）
- CR-H80（1997年発売）

## BOSE

### 単体コンポ

#### レシーバー（チューナー付アンプ）
- RA-8（1992年発売。「AMS-1」シリーズ、デジタル選局）

## アルパイン

### Car Audio
- MDA-W891J（1993 году в выпущена. 3 настройкой цифровой и фотографии Чейнджер CD Player с.）